# Белорусский егерский корпус
Белорусский егерский корпус — пехотное соединение Русской императорской армии в XVIII веке.
14 января 1785 года из чинов, отделённых от разных мушкетёрских полков и гарнизонных батальонов был сформирован Белорусский егерский корпус в составе 4-х батальонов.
29 ноября 1796 года Белорусский егерский корпус был упразднён. Из 1-го и 4-го батальонов корпуса был сформирован отдельный 11-й егерский батальон, а из 2-го и 3-го батальонов — 12-й егерский батальон. Впоследствии эти батальоны были преобразованы в полки. После окончательного упразднения номерных егерских полков в 1833 году эти полки были присоединены соответственно к Галицкому и Низовскому пехотным полкам.
Белорусский егерский корпус принимал участие в русско-турецкой войне 1787—1792 годов и отличился в битве под Рымником и при штурме Измаила. Затем под командованием генерал-майора С. Л. Львова находился в кампании 1794 года против повстанцев Костюшко.